# Ширяєв Іван Геннадійович
Іван Геннадійович Ширяєв (есп. Ivan Ŝirjaev; псевдонім Ivan Malfeliĉulo — рос. Иван Горемыка; 11 квітня 1877 — 23 жовтня 1933) — російський священик, перекладач і автор кількох оповідань мовою есперанто. Ініціатор і головний редактор видання «Енциклопедія есперанто».

## Біографія
Іван Ширяєв народився 11 квітня 1877 року у Веретеї Ярославської губернії. У 1899 році закінчив Ярославську духовну семінарію. Наступні п'ять років працював учителем. У 1904 році призначений сільським священиком під Вологдою: спочатку в селі Тимохово, а потім в селі Зінов'єво Пошехонського повіту, де й був похований після смерті в 1933 році.
Починаючи з 1895 року, коли Іван Ширяєв вивчив есперанто, і до самої смерті, священик активно підтримував есперанто-рух, який тільки зароджувався. Брав участь у різних літературних конкурсах, співпрацював із багатьма есперантистськими журналами, багато писав і перекладав.
Основна заслуга Ширяєва — ініціатива створення енциклопедії есперанто. Для цього він протягом багатьох років (до травня 1930 року) збирав матеріали для даного видання; сам написав і упорядкував за алфавітом 2092 статті. Двотомне ілюстроване видання «Енциклопедія есперанто» було опубліковано в 1934 році вже після його смерті. На титульному аркуші заначалося, що Іван Ширяєв — ініціатор і головний редактор даної книги. Друге видання вийшло у світ в 1979 році в Будапешті стараннями Угорської асоціації есперанто.

## Вибрані твори
На думку критиків есперанто-літератури, Ширяєв був талановитим новелістом, здатним глибоко аналізувати дійсність. Його перу належать, зокрема:
- «Без назви» («Sen titolo», 1905) — автобіографічний роман, виданий у Відні в 1995 році. Вважається одним із перших романів мовою есперанто.
- «Сім оповідань» («Sep rakontoj», 1906)
- «Циганка» («La ciganino», 1907, надруковано шрифтом Брайля)
- «Крізь зачароване місце» («Tra la loko ensorchita», 1913)

За свої літературні твори Ширяєв І. Г. був премійований на конкурсі есперанто-літератури.

## Переклади мовою есперанто
- «Війна і мир» Льва Толстого,
- «Брати Карамазови» Федора Достоєвського,
- Божественна Літургія Святого Іоанна Златоустого.